# DuelJewel
DuelJewel är en japansk rockgrupp, ett visual kei-band, med Shun på gitarr, Hayato sång, Yuya gitarr, Natsuki bas och Val på trummor.